# Geschiedenis van de meetkunde

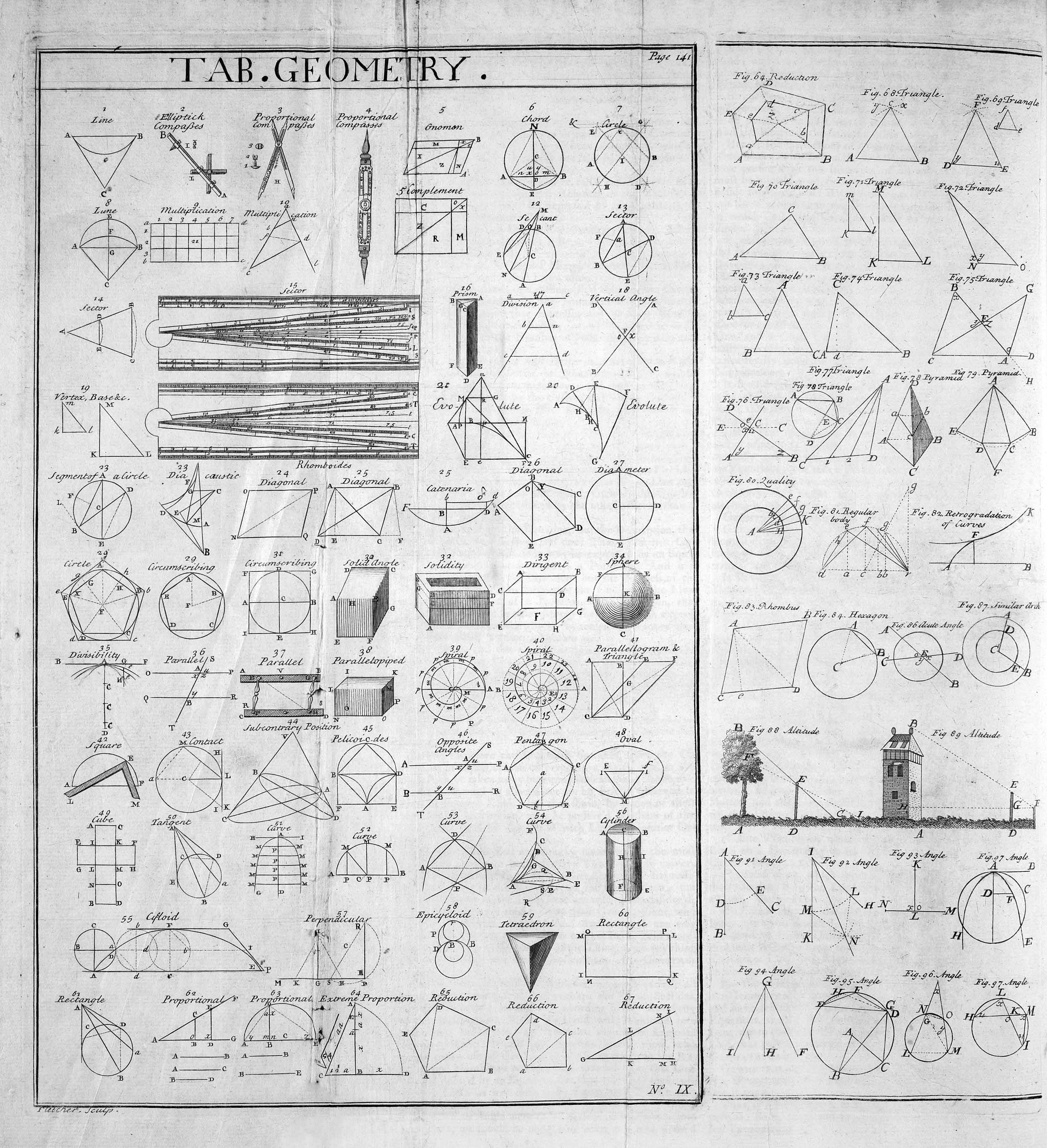
Tabel van de meetkunde, uit Chambers' Cyclopaedia (1728)

Meetkunde (in andere talen en het (Oudgrieks: γεωμετρία; γῆ = aarde, μέτρον = maat, maatregel) is ontstaan als het kennisgebied dat zich bezighoudt met ruimtelijke relaties. Meetkunde (geometrie) was een van de twee velden van de pre-moderne wiskunde, het andere was de studie van getallen.
De klassieke meetkunde was gericht op constructies met passer en liniaal. De meetkunde werd op revolutionaire wijze geherstructureerd door Euclides, die wiskundige gestrengheid en de axiomatische methode introduceerde,  beide nog steeds in gebruik. Zijn boek, De Elementen, wordt alom beschouwd als het meest invloedrijke studieboek aller tijden, en was tot het midden van de 20e eeuw bekend bij alle hoogopgeleide mensen in de Westerse beschaving. Op dit moment is het werk, voornamelijk als gevolg van de diverse onderwijsvernieuwingen van de laatste zes decennia, nog slechts in kleine kring bekend.
In moderne tijden zijn meetkundige concepten naar een hoog niveau van abstractie en complexiteit veralgemeend, en zijn zij onderworpen aan de methoden van de differentiaal- en integraalrekening en de abstracte algebra, met als gevolg dat vele moderne deelgebieden van de meetkunde nog nauwelijks herkenbaar zijn als afstammelingen van de vroege meetkunde. (Zie gebieden van de wiskunde en algebraïsche meetkunde.)

## Voetnoten
1. ↑  (en)  Howard Eves, An Introduction to the History of Mathematics (Een inleiding tot de geschiedenis van de wiskunde), Saunders, 1990, ISBN 0030295580 blz. 141: "Geen werk, met uitzondering van de Bijbel, is op grotere schaal gebruikt ...."